# مغيوث
مغيوث هي بلدة في وسط مركز ولاية إزكي في سلطنة عمان يحدها من الشرق جبال الشباك ومن الغرب قرية سدي وقرية حارة الرحى وقرية اليمن ومن الشمال قرية قاروت الشمالية وقاروت الجنوبية ومن الجنوب قرية العلم، ورشيد.

## أفلاجها
توجد العديد من الأفلاج في قرية مغيوث ومن اشهرها فلج"الحراب "، يتميز هذا الفلج بعذوبته ونقاءه، ومن أفلاجها غير العذبةً : فلج الرسة وفلج المر العلوية وهما فلجان طعمهما مر وكذلك من أفلاجها القديمة فلج الكاملي ولكنه قد اندثر ولم يبقى إلا ساعده الذي لا يزال شاهداً على وجوده ومن الأفلاج التي تمر بالقرية(أفلاج غير تابعة لمغيوث): فلج الحديث، وفلج العين، وفلج سويدان، وفلج مر الحدرين، وفلج المحيدث

## وديانها
هنالك العديد من الأودية في هذه القرية، من أهمها: وادي المسفاة ووادي الشباك ، ووادي العاقر، ووداي الشخابيط، وودادي السوبية، ووادي المرية ،ووادي قنت (هذا الوادي تابع لبلدة سدي).

## مناطقها
تنقسم قرية مغيوث إلى عدة مناطق وهي أسماء للأماكن التي تكثر بها المزارع والآبار وهي :
- المسفاة : وهي منطقة مليئة بشتى أنواع النخيل ويوجد بها فلج الحراب وهو فلج عذب يستخدمه أهالي القرية للشرب
- الرسة : وتكثر النخيل أيضاً في هذه المنطقة وبها فلج الرسة وهو فلج غير عذب ( مر )
- طوي الغافة : وهي منطقة زراعية وبها بئر مياهها عذبة
- طوي عليوه : وهي أيضاً منطقة زراعية وبها بئر عذبة
- طوي المسجد : وهي أيضاً منطقة زراعية وبها بئر عذبة
- طوي السليماني : وهي أيضاً منطقة زراعية وبها بئر عذبة
- المر العلوية : وهي أيضاً منطقة زراعية وبها فلج غير عذب ( مر ) وهو فلج ضعيف الجريان
- المر الحدرية : وهي أيضاً منطقة زراعية وبها عدة عيون غير عذبة وهي لا تستخدم حالياً
- المحيدث : وهي أيضاً منطقة زراعية وسكنية وبها عدة آبار
- الحكاية : وهي منطقة زراعية خصبة وصارت حديثا منطقة سكنية وبها بئر ماء يسمى طوي الحكاية عذب وصالح للشرب .

## مساجدها
مسجد الشاور ( الهداية ) - مسجد المديرة - مسجد الواسط - مسجد الهجيج - مسجد الخلوت